# Провулок Алли Горської
Прову́лок А́лли Го́рської — провулок у Шевченківському районі міста Києва. Пролягає від бульвару Тараса Шевченка до кінця забудови (сполучається сходами з вулицею Богдана Хмельницького).

## Історія
Провулок виник на початку 1910-х років під назвою Комерці́йний. В 1926 році був перейменований на честь загиблого під час Січневого повстання 1918 року робітника-революціонера Чеслава (Вацлава) Бєлінського.
Сучасна назва на честь української художниці і правозахисниці Алли Горської — з 2015 року. Підставою для перейменування стало те, що в провулку в будинку № 10 від 1963 року мешкав батько Алли Горської — Олександр Горський і вона неодноразово відвідувала свого батька.

## Пам'ятки архітектури
№ 3 — Комерційне училище 1-го товариства викладачів, український модерн; 1911—1913 роки, архітектор Василь Коробцов (пам'ятка архітектури, охоронний № 329). Нині тут міститься київська середня загальноосвітня школа № 58, у якій працює шкільний консультаційний пункт при Посольстві Республіки Польща в Україні.
Будинки № 5 та № 8 збудовані наприкінці XIX століття.

## Цікаві факти
На будинку № 2 (знесений, нині на його місці будинок № 50-52, що належить до бульвару Тараса Шевченка) у березні 1966 року була встановлена та відкрита анотаційна таблиця на честь Чеслава Бєлінського (граніт; скульптор І. Макушенко). У тексті таблиці була помилка: замість «Цей провулок…» було викарбувано «Цю вулицю найменовано…».